# Villasis
Villasis ist eine Stadtgemeinde in der philippinischen Provinz Pangasinan. 
Villasis ist in folgende 21 Baranggays aufgeteilt:
| - Amamperez - Bacag - Barangobong - Barraca - Capulaan - Caramutan - La Paz - Labit - Lipay - Lomboy - Piaz (Plaza) | - Zone V (Pob.) - Zone I (Pob.) - Zone II (Pob.) - Zone III (Pob.) - Zone IV (Pob.) - Puelay - San Blas - San Nicolas - Tombod - Unzad |